# Смельчак (керована міна)
1К113 «Смельчак» — комплекс керованого озброєння для 2С4 «Тюльпан», розроблений у 1983 році. Був пристосований для використання для стрільби із причіпних мінометів М-240.

## Склад
До складу комплексу «Смельчак» входять постріл 3ВФ4 з 240-мм коригованою фугасною міною 3Ф5, система синхронізації пострілу 1А35 та лазерний цілевказівник-далекомір 1Д15 чи 1Д20 з дальністю підсвітки від 0,2 км до 7 км.
В свою чергу, міна 3Ф5 має корпус завдовжки понад 1,6 метра та вагу понад 134 кг, бойова частина — 21 кг багатокомпонентної вибухівки (еквівалент 32 кг тротилу). Особливість міни цього типу — здатність коригувати траекторію польоту на дистанції 600-20 м від цілі, для чого слугують зокрема мініатюрні порохові заряди в соплах. Росіяни заявляють, що максимальна дальність стрільби міни 3Ф5 комплексу «Смельчак» — до 9,2 км, ймовірне відхилення — начебто лише 2 метри.

## Бойове застосування
Із відкритих джерел відомо про застосування керованих мін «Смельчак» під час війни в Афганістані у 1985 році та під час облоги Маріуполя у квітні-травні 2022 року.